# Mouraz
Mouraz is een plaats (freguesia) in de Portugese gemeente Tondela en telt 998 inwoners (2001).